# Saguinus labiatus
Saguinus labiatus — вид широконосих приматів родини ігрункові (Callitrichidae). Вид поширений у тропічних лісах на заході Бразилії, на півночі Болівії та на крайньому південному сході Перу. Живиться фруктами, деревним соком та комахами.

## Поширення
Червоночереві тамарини живуть у західній частині басейну Амазонки в Південній Америці. Ареал їхнього поширення простягається на західній Бразилії між річками Мадейра і Пурус і поширюється на сусідні території Болівії та Перу. Підвид S. l. thomasi має окрему територію поширення від інших популяцій між річками Жапура та Амазонка. Місце проживання цього виду — тропічні ліси.

## Опис
Червоночереві тамарини досягають довжини тіла від 23 до 30 сантиметрів і довжини хвоста від 34 до 41 сантиметра. Їхня середня вага становить 490 грамів. Хутро чорного кольору, лише живіт рудуватий або помаранчевий живіт. Голова також чорна, навколо губ і носа помітні білі волоски.